# Uromyces eragrostidis
Uromyces eragrostidis ist eine Ständerpilzart aus der Ordnung der Rostpilze (Pucciniales). Der Pilz ist ein Endoparasit von Graslilien sowie von Eragrostis-, Cypholepis- und Desmostachya-Süßgräsern. Symptome des Befalls durch die Art sind Rostflecken und Pusteln auf den Blattoberflächen der Wirtspflanzen. Sie ist weltweit verbreitet.

## Merkmale

### Makroskopische Merkmale
Uromyces eragrostidis ist mit bloßem Auge nur anhand der auf der Oberfläche des Wirtes hervortretenden Sporenlager zu erkennen. Sie wachsen in Nestern, die als gelbliche bis braune Flecken und Pusteln auf den Blattoberflächen erscheinen.

### Mikroskopische Merkmale
Das Myzel von Uromyces eragrostidis wächst wie bei allen Uromyces-Arten interzellulär und bildet Saugfäden, die in das Speichergewebe des Wirtes wachsen. Die Aecien der Art besitzen 19–23 × 16–20 µm große, hyaline Aeciosporen mit warziger Oberfläche. Die gelbbraunen Uredien des Pilzes wachsen beidseitig auf den Wirtsblättern und -hüllrohren. Ihre hell zimt- bis goldbraunen Uredosporen sind 21–29 × 18–23 µm groß, zumeist annähernd kugelig bis breitellipsoid und stachelwarzig. Die Telien der Art sind schwarzbraun, kompakt und früh unbedeckt. Die kastanienbraunen Teliosporen sind einzellig, in der Regel eiförmig und 23–31 × 18–23 µm groß. Ihre Stiele sind gelblich bis bräunlich und bis zu 75 µm lang.

## Verbreitung
Das bekannte Verbreitungsgebiet von Uromyces eragrostidis umfasst warme Regionen der ganzen Welt.

## Ökologie
Die Wirtspflanzen von Uromyces eragrostidis sind für den Haplonten Graslilien (Anthericum spp.) sowie Desmostachya bipinnata, Cypholepis yemenica und verschiedene Eragrostis-Arten für den Dikaryonten. Der Pilz ernährt sich von den im Speichergewebe der Pflanzen vorhandenen Nährstoffen, seine Sporenlager brechen später durch die Blattoberfläche und setzen Sporen frei. Die Art durchläuft einen Entwicklungszyklus mit Spermogonien, Aecien, Telien und Uredien und vollzieht einen Wirtswechsel.

## Bedeutung
Wirtschaftlich bedeutend ist sein Vorkommen auf Teff.